# Oregon (zespół muzyczny)
Oregon – amerykańska grupa muzyczna, grająca jazz i world music, powstała w 1970. Jej założycielami byli Ralph Towner (gitara, fortepian, syntezator, trąbka), Paul McCandless (saksofon altowy, saksofon sopranowy, obój, klarnet basowy), Glen Moore (kontrabas, skrzypce, fortepian, flet) i Collin Walcott (perkusja, sitar, tabla, klarnet).
Towner, McCandless, Moore i Walcott spotkali się pod koniec lat 60. w zespole Paul Winter Consort, który jako jeden z pierwszych zaczynał grać world music. To głównie oni przyczynili się do powstania charakterystycznego brzmienia Consortu np. w kompozycji Townera „Icarus”.

W 1970 cała czwórka odeszła od Wintera, tworząc własny zespół nazwany Oregon ((Towner i Moore studiowali razem na University of Oregon, dla Moore'a były to rodzinne strony – urodził się w Portlandzie)). Swoją pierwszą płytę nagrali już w 1970, przez sześć tygodni pracując w studiu „The Farm” w Hollywood Hills, ale wytwórnia Increase zakończyła swoją działalność przed wydaniem ich albumu (dziesięć lat później wydała go firma Vanguard Records pod tytułem Our First Record).
Zadebiutowali w 1972 albumem Music of Another Present Era, wydanym przez Vanguard. Nieco wcześniej w Europie rozpoczęła działalność nowa wytwórnia – ECM i dla niej zespół (ale firmowany tylko nazwiskami Townera i Moore'a) nagrał płytę Trios / Solos, czego skutkiem było europejskie tourneè w 1974.
Dzięki Music of Another Present Era i kolejnym wydanym albumom: Distant Hills i Winter Light Oregon została uznana za jedną z czołowych nowych grup, grających muzykę improwizowaną, mieszających muzykę hinduską i zachodnią muzykę poważną z jazzem, folkiem, space music i elementami awangardy. W latach 70. Vanguard wydał jeszcze kilka ich albumów (w 1978 Violin nagrany razem z polskim skrzypkiem Zbigniewem Seifertem), następne trzy wydała już Elektra. Po dłuższej przerwie we wspólnym graniu (w czasie której muzycy realizowali swoje indywidualne projekty), grupa wznowiła nagrywanie dla ECM w 1983.
W czasie trwania trasy koncertowej w Europie w 1984, Walcott zginął w wypadku samochodowym na terenie NRD. Grupa czasowo rozwiązała się, ale w maju 1985 wznowiła działalność dając w Nowym Jorku koncert poświęcony pamięci Collina Walcotta. Razem z nimi zagrał przyjaciel perkusisty, hinduski muzyk Trilok Gurtu, który wkrótce został nowym członkiem grupy. Nagrali razem dwie płyty, ale już dwie kolejne powstały tylko w trzyosobowym składzie, bo Hindus opuścił zespół w 1993.
Kiedy za perkusją zasiadł Mark Walker Oregon zaczął przekształcać się w grupę typowo jazzową, czego początki słychać już na albumie Northwest Passage z 1996.
W 2001 zespół pojechał do Moskwy, gdzie nagrywał razem z Orkiestrą Symfoniczną im. Piotra Czajkowskiego. Rezultatem była płyta i cztery nominacje do nagrody Grammy.
Astronauci Apollo 15 słuchali muzyki Oregonu podczas wyprawy na Księżyc, a dwa jego kratery otrzymały nazwy od utworów zespołu („Icarus” i „Ghost Beads”).

## Dyskografia
- Music of Another Present Era (1972)
- Distant Hills (1973)
- Winter Light (1974)
- In Concert (1975)
- Together (1976), z perkusistą Elvinem Jonesem
- Friends (1977)
- Violin (1978), ze skrzypkiem Zbigniewem Seifertem
- Out of the Woods (1978)
- Moon and Mind (1979)
- Roots in the Sky (1979)
- Our First Record (1980, album nagrany w 1970)
- In Performance (1980)
- Oregon (1983)
- Crossing (1985)
- Ecotopia (1987)
- 45th Parallel (1989)
- Always, Never and Forever (1991)
- Troika (1993)
- Beyond Words (1995)
- Northwest Passage (1997)
- Music for a Midsummer Night's Dream (The Oregon Trio) (1998)
- In Moscow (2000), z Orkiestrą Symfoniczną im. Piotra Czajkowskiego
- Live at Yoshi's (2002)
- Prime (2005)
- The Glide (1 nagranie, nowa wersja tylko dla iTunes (2005)
- Vanguard Visionaries  (2007)
- 1000 Kilometers (2007)
- In Stride (2010)
- Family Tree (2012)